# Perfect (canción de Ed Sheeran)
«Perfect» (en español: Perfecto o Perfecta) es una balada grabada, escrita e interpretada por el cantautor británico Ed Sheeran. Fue lanzado el 26 de septiembre de 2017 a través de Warner Music Group e incluida en su tercer de álbum de estudio ÷ (divide) como el tercer sencillo. Se ubicó en el número cuatro en el UK Singles Chart. El 21 de agosto de 2017, Billboard anunció que "Perfect" sería el cuarto sencillo del álbum. La canción se envió a la pop radio el 26 de septiembre de 2017 como el tercer sencillo del álbum en los Estados Unidos (cuarto en general). Originalmente alcanzando el número cuatro en marzo de 2017, la canción volvió a entrar en las listas del Reino Unido más tarde ese año. En algún momento alcanzó el número uno en la lista de sencillos del Reino Unido, y el Billboard Hot 100 de EE. UU. En diciembre de 2017. "Perfect" se convirtió en la balada número uno del Reino Unido para 2017 y también alcanzó el número uno en otros 16 países, incluidos Australia, Canadá, Irlanda y Nueva Zelanda.
La segunda versión del sencillo, titulada "Perfect Duet", con la cantante estadounidense Beyoncé, fue lanzada el 1 de diciembre de 2017. Otra versión con el cantante italiano Andrea Bocelli, titulado "Perfect Symphony", fue lanzado el 15 de diciembre de 2017.  La canción y su video musical oficial recibieron tres nominaciones en los MTV Video Music Awards 2018.

## Vídeo musical
El vídeo fue lanzado el 9 de noviembre de 2017, tuvo un muy buen recibimiento, hasta el día de hoy tiene más de 3,872,962,636 reproducciones. Siendo el tercer vídeo de Ed que llega a más de 1.000.000.000 de reproducciones en YouTube con un canal de 55 M de suscriptores,
En julio de 2018, este video fue nominado a tres premios MTV Video Music Awards. La chica del vídeo musical es la actriz  Zoey Deutch.

## Otras versiones
Esta versión fue lanzada como un lado B, de la canción, cuenta con la participación de Beyoncé, ha sido un éxito en muchos países y se ha considerado sencillo del álbum a pesar de que esta versión no aparece en este
Otra versión cuenta con la voz del italiano Andrea Bocelli cantando en italiano.

## Posicionamiento en listas
| Lista (2017-2018)                        | Posición máxima |
| ---------------------------------------- | --------------- |
| Estados Unidos Billboard Hot 100         | 1               |
| España Los 40                            | 1               |
| Australia ARIA singles chart             | 1               |
| Reino Unido The Oficial UK singles Chart | 1               |
| Canadá Billboard Canadian Hot 100        | 1               |
| Japón Japan Hot 100                      | 4               |
| Alemania Germany Songs                   | 1               |
| Brasil Brazil Hot 100 Airplay            | 1               |
| Rádio Top 100                            | 1               |
| Dinamarca Tracklist                      | 1               |
| Croacia HRT                              | 1               |
| Francia SNEP                             | 1               |
| Marruecos 100قائمة من                    | 3               |
| Argentina Monitor Latino                 | 1               |
| Australia ARIA Singles Chart             | 1               |
| Austria Ö3 Top 40                        | 1               |
| Bélgica Ultratop 40                      | 1               |
| República Checa Digitál top 100          | 1               |
| Filipinas Phillipine Hot 100             | 1               |
| Polonia Polish 100                       | 1               |